# پیش‌گفتار
پیش‌گفتار (به انگلیسی و فرانسوی: Introduction) بخش آغازین یک کتاب یا مقاله یا انشا (جستار) که هدف و ساختار اثر را شرح می‌دهد.
در متن‌های تخصصی، معمولاً پیش‌گفتار شامل چکیدهٔ مقاله، معرفی، مقدمه و… است. در واقع، بخشِ پیش‌گفتار می‌تواند یک فصل کتاب را تشکیل دهد.